# A prova di errore (film 1964)
A prova d'errore (Fail-Safe) è un film drammatico del 1964 diretto da Sidney Lumet. Basato sul romanzo omonimo di Eugene Burdick e Harvey Wheeler, ha avuto un rifacimento per la televisione nel 2000.

## Trama
Il Comando Aereo Strategico di stanza a Omaha viene allertato per l'avvistamento di un oggetto volante non identificato in avvicinamento agli Stati Uniti, dando l'ordine di far decollare i bombardieri dotati di testate nucleari, ritenendo possa trattarsi di una potenziale minaccia di origine straniera, che si rivelerà in vero un aereo civile allontanatosi dalla sua rotta a causa di un temporaneo guasto elettronico.
Al contempo, un'avaria a un componente elettronico presso il Comando, causa l'invio di un ordine cifrato di attacco a uno stormo di pattuglia sul Mar Glaciale Artico, per dirigersi in territorio sovietico, in direzione di Mosca. Il presidente degli Stati Uniti stabilisce una comunicazione diretta con il leader sovietico nel tentativo di fermare gli aerei. Tuttavia, nonostante gli sforzi frenetici e i contrordini, l'impensabile si verifica: Mosca viene colpita da un attacco nucleare.
La sola via d'uscita per evitare una massiccia rappresaglia sovietica è dimostrare in modo inequivocabile che si è trattato di un errore, dovendo prendere una decisione terribile: ordinare la distruzione di New York, senza alcun preavviso, tramite gli stessi aerei del Comando Strategico. Questo atto tragico ristabilisce precariamente l'equilibrio tra le due superpotenze nucleari.

## Produzione

### Cast
- Dan O'Herlihy, generale Black: ufficiale superiore dalla grande umanità e di acuta ragionevolezza, tanto da suggerire di rallentare la corsa agli armamenti, conscio del rischio di non poterla più controllare, ma dotato di un estremo senso del dovere. Non esita a opporsi al prof. Groeteschele che incoraggia un attacco con tutte le forze disponibili per sfruttare il vantaggio iniziale di cui gli Stati Uniti dispongono in quel momento, facendogli notare che il suo atteggiamento lo porta ad assimilarsi a ciò che lui vuole combattere. Ha un incubo ricorrente: un toro che viene ucciso durante una corrida senza che lui scorga il volto del matador; come nemesi della regola della corrida, secondo la quale solo uno dei due può uscire vivo dall'arena, sarà lui, obbedendo all'ordine del presidente, a lanciare la bomba che distrugge New York, suicidandosi subito dopo e scoprendo di essere lui stesso il matador.
- Walter Matthau, prof. Groeteschele: consulente del Pentagono, si autodefinisce "scienziato politico"; uomo di grande lucidità, tanto da calcolare milioni di vittime solo su base percentuale, in una cinica visione della guerra secondo la quale l'unica cosa che conta è vincere e sopravvivere, ignorando qualsiasi conseguenza sull'umanità. La sua freddezza nasconde una grande aggressività che affiora nel momento in cui schiaffeggia violentemente una donna attratta da lui, colpevole ai suoi occhi di eccitarsi all'idea di "potere", nell'essere lei a disporre della propria vita e di quella sul pianeta. Aggressività che si rivela apertamente quando con veemenza suggerisce apertamente al presidente un attacco totale, e quando porta alla luce il suo passato di perseguitato dai nazisti, nel dialogo con il generale Black in cui gli chiede "quanto sarebbe durato Hitler se tutte le SS che andavano a prendere gli ebrei a casa fossero stati accolti a schioppettate?", Al che Black risponde amaramente che il professore ha imparato molto bene la lezione, tanto che non c'è più differenza con i nazisti.

- Henry Fonda, presidente USA: è rappresentato come un uomo di pace, disposto anche all'estremo sacrificio pur di evitare il conflitto; figura pacata, non perde la calma neppure nei momenti di maggiore tensione, auspicando, al termine della tragedia, un superamento della barriera politica che divide le due super potenze.
- Frank Overton, generale Bogan: militare pragmatico e dai nervi saldi, si dimostra capace nel capire ed interpretare la condotta, sia militare che umana, del nemico ed in nome della pace seguirà gli ordini del presidente comprendendone le motivazioni.
- Edward Binns, colonnello Grady: un vecchio aviatore, veterano della seconda guerra mondiale, perplesso sui progressi della tecnologia che, a suo pensare, snaturano e mortificano il ruolo dell'uomo rispetto alla macchina e critico verso la composizione degli equipaggi che, al fine di evitare il cosiddetto "fattore personale", cambiano sempre a ogni missione. Nel momento fatale però si rifiuterà di non obbedire agli ordini precedentemente ricevuti e, sordo anche alle suppliche di sua moglie, non tornerà indietro e sgancerà la bomba.

### Riprese
Gli esterni dei velivoli in volo sono principalmente filmati in negativo di velivoli Convair B-58 Hustler e Lockheed F-104 Starfighter. La scena del missile civetta atto a deviare quello sovietico è un filmato di volo del velivolo sperimentale ipersonico North American X-15.
Riguardo alle cabine di pilotaggio, il set era più simile all'interno di un B-52 che non di un B-58, velivolo triposto con abitacoli separati e disposti in fila.

## Accoglienza

### Critica
Secondo Fantafilm, la pellicola "rimane un caposaldo della fantapolitica cinematografica": malgrado "l'inevitabile confronto con Il dottor Stranamore, uscito quasi nello stesso periodo, [...] A prova di errore è comunque un ottimo film, teso e appassionante, fortemente sentito dall'attore Henry Fonda [...]. La regia di Lumet sottolinea il dramma inquadrando il presidente all'interno dello spazio claustrofobico di una disadorna "stanza dei bottoni" e preferendo al fattore spettacolare un racconto seccamente dialogato."

### Controversie
Nei "contenuti speciali" del DVD del film di Stanley Kubrick Il dottor Stranamore, ovvero: come imparai a non preoccuparmi e ad amare la bomba, uscito anch'esso nel 1964, è rivelata la causa che il regista intentò, dopo essere venuto a conoscenza che era in lavorazione A prova di errore, tratto dal romanzo di Eugene Burdick ed Harvey Wheeler intitolato Fail-Safe; il motivo della vertenza era la pretesa da parte di Kubrick che il suo film uscisse per primo.
Una causa per plagio fu intentata da Peter George, autore del romanzo Red Alert da cui fu tratto Il dottor Stranamore... in quanto riteneva che Fail-Safe fosse stato copiato dal suo.

## Riconoscimenti
- Candidatura ai BAFTA Awards (Sidney Lumet)
- Candidatura ai Laurel Awards (Henry Fonda)